# 全日本学生応援団連盟
全日本学生応援団連盟（ぜんにほんがくせいおうえんだんれんめい）とは、日本国内における大学の応援団・応援部・応援指導部を対象にした応援指導団体の連合組織である。

## 概略
東都大学野球連盟に所属する大学の学生応援団で組織された東都大学応援団連盟が母体。その後全国組織として発展的に解消し、全国の大学を対象とした全日本学生応援団連盟として生まれ変わった。
当初は、初期の構想に沿って東海地区、関西地区の主要な大学応援団も加盟していたが、東京六大学所属の各校応援団の招聘に失敗、神奈川県下で全日本学生応援団連盟の強引な加盟勧誘に対抗する横浜学生応援団連盟が設立されたことと共に、全国的な学園紛争の影響に因る各校応援団組織の維持・継続の困難さの影響もあって、その後の経緯の中で、東日本地域を除いた殆んどの地域は次々と脱退していき、現在は関東を中心とした東日本でも一部の地域の大学応援団しか所属していない。
撤退していった他地域については、脱退後、地域毎の連盟を結成したわけでなく、連合体を組織しないまま現在に至っているか、近隣同士や交流の深い同士の少数校による構成の連盟に止まっている。2000年度の加盟校は36大学あったが現在は減少傾向に有る。首都圏の伝統校、総合大学以外では団員の減少で活動休止や実質休止状態となる応援団が増える一方で競技を主体としたチアリーディング部のみ創設されてもリーダー部を含む常設応援団組織の新設は皆無のため新たな加盟校はない状態となっている。
平成20年度の連盟委員長校は中央大学、副委員長校は青山学院大学、日本体育大学、城西大学であるが、この年を境に委員長校選出は学生による立候補ではなくなり、委員長校、執行部選出については形骸化しつつある。それに伴い、学生による学生の為の応援団連盟であるという伝統は年々薄まっている。

## 特徴
毎年、連盟本部校（委員長校）を持ち回りで設定し、全日本学生応援団連盟本部記念祭（略称連盟祭-合同のリーダー公開、全国の連盟加盟校による各大学の応援の演武並びに発表会等）を11月中旬以降に実施している。
以前は渋谷公会堂や、チャリティショーとして屋外広場（新宿アルタ前）などで開催するなど、当時の連盟の隆盛ぶりが見て取れる。しかしここ数年は、連盟の規模縮小、衰退にともない主に加盟各大学の記念講堂で実施しているケースが多い。（近年、東京タワー前での開催もある）
この記念祭は2010年度で第60回を数え、青山通りでのパレードと日本青年館にて60周年記念祭が行われた。しかしこの連盟祭以外に連盟として何か主だった活動があるわけではなく、主に現役間の交遊を深めるための組織として機能している面が強い。近年は、加盟校歌集CDの他に特製カレンダーや手ぬぐいなど記念グッズの作成を行っており、他の応援団連盟とは一線を画す個性的な活動も行っている。
2018年度の連盟祭では特別出演の形で長年の活動休止から2012年に復活を果たした九州応援推進ネットワーク所属の福岡大学応援指導部應援團が出演した。

### 連盟祭の開催履歴
- 平成20年11月23日：東洋大学円了ホール

## 連盟沿革
※旧字体による正式名称は採らず
- 1949年 前身の東都大学応援団連盟を日本大学・中央大学・東京農業大学・國學院大學・専修大学・駒澤大学の6校の応援団により同年6月1日に発足。皇居前広場にて結成式を実施。
- 1951年 東都大学応援団連盟を発展的に解消し、全日本学生応援団連盟として再発足。
- 1952年 関西大学、関西学院大学、近畿大学が加盟。
- 1953年 全国学生相撲選手権大会（関西実施）にて、毎日新聞社主催、当連盟協賛で全国学生応援団コンクール大会を開催。
- 1955年 青山学院大学が加盟。北海学園大学が加盟（北海学園大は日大の推挙）
- 1959年 日本体育大学が加盟
- 1961年 東海大学が創団とともに加盟
- 1962年 高崎経済大学が加盟
- 1963年 上智大学、国士舘大学が加盟（国士大は専修大の推挙）
- 1967年 富士大学が加盟(富士大は東農大の推挙）
- 1971年 東北福祉大学が加盟
- 1976年 連盟結成25周年記念祭を実施。足利工業大学が加盟
- 1978年 酪農学園大学、福井工業大学が加盟
- 1981年 城西大学が加盟
- 1984年 第33回連盟祭を初めて地方都市で実施（足利市）
- 1986年 連盟結成35周年記念祭を渋谷公会堂にて実施。清泉女子大学SSS（ダンスクラブ）と明治学院大学応援団バトントワラーズをゲストショーに迎えて挙行。
- 1987年 山梨学院大学が加盟
- 1989年 大東文化大学が加盟
- 1991年 連盟結成40周年記念祭実施
- 2001年 連盟結成50周年記念祭実施

## 加盟団体
あくまで連盟への加盟団体名であり、現状として大学内にその組織が認知されていない団体もある。これは単に都合により休部中である団体以外にも、連盟加盟以後に学内事情により公認取り消し・廃部・解散になった団体（※印）や、構成人員が確保できずに現役学生としての組織自体が実在していない団体（※印）も含まれる。これは、当該連盟の方針が脱退届けを正式に受理しない限りは加盟校と認識し続ける方針である事と、学内において休部、廃部、その他の理由による活動休止状態になっても、多くの団体は脱退届けを出さない習慣がある為に因る。加盟校の状況は2023年現在の情況。地区内で五十音順の記載。
- 北海道地区
  - 北海學園大學全學應援團指導部
  - 酪農學園大學應援團　※
- 東北地区
  - 秋田経済法科大學應援團　※
  - 東北学院大學應援團
  - 東北福祉大學應援團　※
  - 日本大學工學部體育會應援團
  - 富士大學應援團　※
- 関東地区
  - 青山学院大學應援團
  - 足利大學應援團
  - 學習院大學應援團
  - 工學院大學應援團　※
  - 國學院大學全學應援團
  - 國士舘大學應援團
  - 駒澤大學應援團　※
  - 芝浦工業大學應援團　※
  - 上智大學應援團
  - 城西大學全學應援團
  - 専修大學全學應援團
  - 大東文化大學全學應援團
  - 公立大學法人髙崎經濟大學直属應援團本部
  - 千葉工業大學體育會應援團
  - 千葉商科大學體育會本部應援團
  - 中央大學應援團
  - 中央學院大學應援團　※
  - 帝京大學應援團　※
  - 東京農業大學全學應援團
  - 東海大學應援團
  - 東洋大學應援團　※
  - 獨協大學應援團　※
  - 日本體育大學應援團
  - 日本大學應援團本部　※
  - 明治學院大學應援團
  - 山梨學院大學應援團
  - 立正大學應援團　※

## 加盟団体の小史
※旧字体による正式名称は採らず。記順は五十音順。内容不明の団体・内容については記載なし。

### 青山学院大学応援団
- 昭和28年 応援有志会（後の応援団）が発足
- 昭和29年 吹奏楽部創立
- 昭和38年 初代団旗完成
- 昭和39年 応援歌「白亜の城」完成。吹奏楽部内にバトントワリング研究会が創設
- 昭和40年 吹奏楽部が独立
- 昭和49年 新校歌が完成

### 足利大学全学応援団
- 昭和48年 足利工業大学応援団として創団
- 平成20年 足利工業大学全学応援団となる

### 学習院大学應援團
- 昭和28年 応援団創設
- 昭和40年 学習院・成蹊・武蔵・成城の四大学応援団による「クローバーの集い」の開催を開始
- 昭和56年 チアリーダー部設置
- 平成元年 吹奏楽部設置

### 工学院大学応援団
- 昭和35年 応援団発足（現在活動停止中）

### 國學院大學全學應援團
- 昭和16年　応援統制部（現応援団の母体）が結成
- 昭和24年　初代團旗作製
- 昭和37年　第二代團旗作製
- 昭和44年　金沢市星稜高校エール振り付け指導
- 昭和46年　応援団から國學院大學全學應援團と改称、大学自治組織の一翼へと昇格
- 昭和47年　全日本学生応援団連盟本部校就任　山本寛斉ファッションショー出演
- 昭和54年　全日本学生応援団連盟本部校就任
- 昭和55年　第三代團旗作製
- 昭和60年　全日本学生応援団連盟本部校就任
- 平成10年　全日本学生応援団連盟本部校就任　長野パラリンピック冬季競技大会応援
- 平成11年　高崎経済大学応援団主催定例リーダー公開祭出演
- 平成12年　高崎経済大学応援団主催定例リーダー公開祭出演
- 平成13年　第四代團旗作製　高崎経済大学応援団主催定例リーダー公開祭出演
- 平成14年　高崎経済大学応援団主催定例リーダー公開祭出演
- 平成15年　全日本学生応援団連盟本部校就任　第七十九回箱根駅伝応援
- 平成16年　高崎経済大学応援団主催定例リーダー公開祭出演
- 平成17年　全日本学生応援団連盟本部校就任　高経済大学応援団主催定例リーダー公開祭出演
- 平成18年　第八十二回箱根駅伝応援　第三十八回全日本大学駅伝対校選手権大会応援

　　　　　　　　　高崎経済大学応援団主催定例リーダー公開祭出演
- 平成19年　第八十三回箱根駅伝応援

### 国士舘大学応援団
- 昭和38年 設立
- 昭和53年 不祥事により大学当局より解散命令
- 解散後も一部の有志学生達が未公認で応援活動をする
- 平成8年 大学当局より『スポーツ応援会』が愛好会として公認される
- 平成10年 愛好会から同好会に昇格
- 平成14年 同好会から部に昇格し、同時に名称を国士舘大学応援団とする

### 駒澤大学応援団
- 昭和25年 結成（東都大学応援団連盟発足式に参加の団体は正式結成前の前身母体）
- 昭和43年 駒澤大学応援団、大学当局からの解散命令により現役組織の活動停止（継続中）
  - 現在存在する駒澤大学体育会應援指導部ブルーペガサスはこの組織とはまったく無関係で後継組織ではない。

### 城西大学全学応援団
- 昭和42年 創団

### 上智大学応援団
- 昭和36年 前年結成の有志団体が正式に結団
- 昭和38年 リーダ公開第1回「荒鷲の集い」を開催
- 昭和39年 学生会所属から体育会所属になる

### 専修大学全学応援団
- 大正某年に母体組織が結成
- 昭和21年 初の団旗作成、校歌作成、応援歌「勝てよ専大・凱歌専修」作成
- 昭和23年 応援歌「スター専修」作成
- 昭和56年 応援団から全学応援団に改称

### 大東文化大学全學應援団
- 昭和61年 応援団愛誠会として結成
- 昭和61年 応援団と改名
- 平成元年 大学学生自治会構成団体になる

### 公立大学法人高崎経済大学直属応援団本部
- 昭和35年 大学認可団体として設立。秋に体育会の所属となる。
- 昭和38年 第1回定例リーダー公開祭を実施。
- 昭和39年 専修大学応援団と姉妹校締結を結ぶ。
- 昭和43年 体育会から独立し大学直属団体になる。
- 昭和50年 足利工大応援団と団としての姉妹校締結をする。
- 平成23年 4月1日 高崎経済大学の法人化。
- 同　　年 11月11日 創団50周年を記念し、団の歴史を活かし、又、応援団の教科書として利用する為、高崎経済大学直属応援団から見た、応援団の本（専門書）「高崎経済大学 学生応援団教範」を発刊。
- 同　　年 11月12日 創団50周年を記念し、特別記念祭を行なう。
- 平成24年 10月6日 『第1回高校応援コンクール』を、定例リーダー公開祭と共に実施。（第1回優勝高校は「東京農業大学第二高等学校応援団」）

### 千葉工業大学体育会応援団
- 昭和34年 体育会の有志により母体組織が発足
- 昭和41年 創団
- 昭和46年 吹奏楽部を設置

### 千葉商科大学体育会本部応援団
- 昭和37年 創団

### 中央大学応援団
- 大正某年に母体組織が発足
- 1984年 バトントワリング部を創設
- 1999年 ブラスコアー部を創設

### 東海大学応援団
- 昭和36年 創団
- 昭和37年 連盟祭に初参加。校歌、応援歌、勝利の拍手、鶴の舞が完成
- 昭和39年 初の大団旗を製作
- 昭和40年 猿拍手、団歌が完成
- 昭和41年 学生節、山水譜が完成
- 昭和42年 乱打の拍手、初めての和太鼓を作成、第三応援歌が完成

### 東京農業大學全學應援團
- 明治某年「青山ほとり」（歌詞のみ）誕生
- 昭和5年頃 予科と専門部に別々の応援団が発足
- 昭和6年 両者を統合して総合的な応援団が成立。団旗が学長から授与。東京都下五大学応援団連盟を発足。
- 昭和21年 終戦とともに応援団活動を再開。専門部と予科、学部との3団体に分かれて活動。
- 昭和23年 全学生の要望により3団体を統合し全学応援団が発足

### 東北学院大学応援団
- 昭和21年 結成
- 昭和26年 正式団体として承認
- 昭和55年 チアリーダー部を併設

### 東北福祉大学応援団
- 昭和41年 結成（現在活動停止中）

### 日本體育大學應援團
- 明治某年　各、運動部の正選手（試合にでない下級生など）以外が応援していた。現在も箱根駅伝・首都大学野球・関東大学アメリカンフットボール連盟関東ブロックリーグ戦・全国学生相撲選手権大会・グリーンレガッタ（中大・法大・東経大・日体大のボート競技定期戦）等決められた応援しか応援団は動員されないので、むかしと同様、各部正選手以外が各クラブの応援をしている。関東大学バスケットボール連盟関東大学バスケットボールリーグ戦では、バスケットボール部員が毎年応援リーダー部を組織する。
- 大正某年 応援団という部はなかったが寮生・各部員等で応援歌等を考えた。　その中から「エッサッサ」が誕生する。
- 昭和34年 学友会応援団が創設（当時は、特に体育大学「体育会系」のスクールカラーで大体の学生（全学生-部活加入率88％）が体育会系クラブに加入していた為に兼部する部員が結構いた。例えば陸上競技部員等でありながら、応援団員である）
- 昭和60年 チアリーダー部（チーム名VORTEX-インカレチアリーディング競技にも参加）を併設
- 昭和61年　吹奏楽部を併設三部構成（応援リーダー・ブラスバンド・チア）となる

### 日本大学応援団本部
永らく日本大学の「金看板」であり大学本部体育会に属し、学内では「本部応援団」「応援団本部」「オール日大応援団」と称されていた。日大紛争が表向きには終息した昭和44年2月、「大学本部体育会」が解散、「保健体育局（程なくして保健体育審議会に改称）」へ改組改編した際、「保健体育局」に属さない大学本部公認の一団体として活動を継続した。
- 大正4年結団[注釈 1]。
- 全日本学生応援団連盟前身の東都大学応援団連盟発足時からの盟主。
- 応援団部長は連盟発足時からの全日本学生応援団連盟総裁である。
- 昭和45年9月23日、東都大学野球一部秋のリーグ戦、野球応援終了後、日大応援団員が傷害事件を起こした。昭和45年9月25日、東都大学野球連盟は緊急理事会を開き全21校（当時）の応援団に対し球場での応援を認めない処分を下した[4]。事態を重く受けた日大本部は9月26日付で応援団の公認取り消し・永久解散・活動禁止処分を決定[5][注釈 2][注釈 3]。
- 現存している大学本部公認応援活動団体の応援リーダー部（平成14年創部。競技チアリーディング主体の女子部員のみ）は旧応援団とは全く無関係で後継組織ではない。

### 日本大学工学部体育会応援団
- 昭和20年 創団
- 昭和50年 同年7月に大学学部当局より活動停止処分
- 昭和51年 同年11月に活動停止解除

### 北海学園大学全学応援団指導部
- 昭和29年 有志により創設
- 昭和46年 北海道学生応援団連合が結成され、構成校となる。
- 昭和48年 第二応援歌、開拓応援歌、応援歌 遥かに煙りが完成
- 再三の強引な勧誘活動のため解散消滅の歴史があるが、現在は活動を再開している。

### 富士大学応援団
- 昭和41年 奥州大学応援団創団
- 昭和51年 富士大学と改称したのに伴い、富士大学応援団となる
- 現在、団員減少のため活動休止中

### 明治学院大学応援団
- 1948年 自治会応援団が組織化
- 1949年 結成
- 1962年 吹奏楽部を設置
- 1966年 バトントワラー部を設置
- 1969年 吹奏楽部が独立
- 2008年 ブラスバンド部を設置

### 山梨学院大学応援団
- 昭和41年 創立（以後学園紛争を境に自然消滅状態に至る）
- 昭和51年 活動が復活
  - その後は応援指導部として活動している（後継団体であるかは不明）。

### 酪農学園大学応援団
- 昭和46年 設団。讃歌、第一応援歌が完成。北海道学生応援団連合に加盟